# Miguel del Campo Robles
Miguel del Campo Robles (Puerto Príncipe, Cuba, 4 de julio de 1871– Granada, 18 de agosto de 1948) fue un militar español de Infantería, adherido al bando sublevado en la guerra civil, que alcanzó el grado de coronel. Fue alcalde de Granada desde el 3 de agosto de 1936 hasta el 4 de mayo de 1938.

## Biografía
El 20 de julio de 1936, ostentando el rango de teniente coronel, entró con un grupo de soldados en la casa consistorial de Granada. Declaró disuelto el Ayuntamiento en nombre de los golpistas y detuvo al alcalde Manuel Fernández Montesinos y los demás concejales reunidos. Él mismo pasó a ser alcalde de Granada, puesto que mantuvo hasta que en 1938 fue ascendido a coronel y destinado a una unidad destacada en Albolote, siendo sustituido pore teniente coronel de Infantería Emilio Iturraga Latimer.
Miguel del Campo estuvo relacionado con el movimiento escultista a través de la asociación Exploradores de España. Contribuyó desde 1932 a la refundación y dirección de los scouts de Granada y fue comisario de zona en Málaga. También gestionó una fábrica de jabones de su propiedad en la localidad granadina de La Zubia.
Convaleciente de heridas recibidas en la guerra del Rif, conoció a Enriqueta Díaz, zubiense con la que se casó en 1912 y tuvo tres hijos.
Falleció en su vivienda de Granada el 18 de agosto de 1948. Su cuerpo sin vida fue encontrado por la portera del edificio en su despacho junto a su arma reglamentaria, que según comentarios de la prensa se disparó accidentalmente mientras la manipulaba. Sus restos fueron inhumados en el cementerio de La Zubia, donde reposan junto a los de otros femiliares en un nicho donado por el ayuntamiento de la localidad.